# ウゥルカーヌス
ウゥルカーヌス（羅: Vulcānus）は、ローマ神話に登場する火の神。後にギリシア神話の鍛冶神ヘーパイストスと同一視される。ウルカーヌス、ウルカヌスとも表記される。ウォルカーヌス（Volcānus）、ムルキベル（Mulciber）とも呼ばれ、英語読みのヴァルカン（英: Vulcan）でも知られる。「バルカン砲」「ボルケーノ」（火山）の語源でもある。
ロームルスあるいはサビーニー人の王タティウスが信仰を始めたという。祭日は8月23日のウゥルカーナーリア（Vulcānālia）であった。
ウゥルカーヌスの神話はほとんどがヘーパイストスのものであり独自の神話は残っていない。

## ガリアのウゥルカーヌス
東ローマ帝国の歴史家ヨルダーネースは著書『ローマ人』において、ガリアの鍛冶神を指して「ウゥルカーヌス」と呼んでいる。アイルランドのゴヴニュやウェールズのゴヴァノンと同源の、現在では名前の失われたガリアの鍛冶神に対して与えられたローマ名がウゥルカーヌスであるとも、単にローマのウゥルカーヌスがガリアを席巻した結果、元来のガリアの鍛冶神は消え去ったとも考えられる。